# 哈茨國家公園

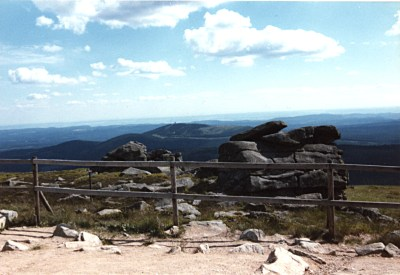

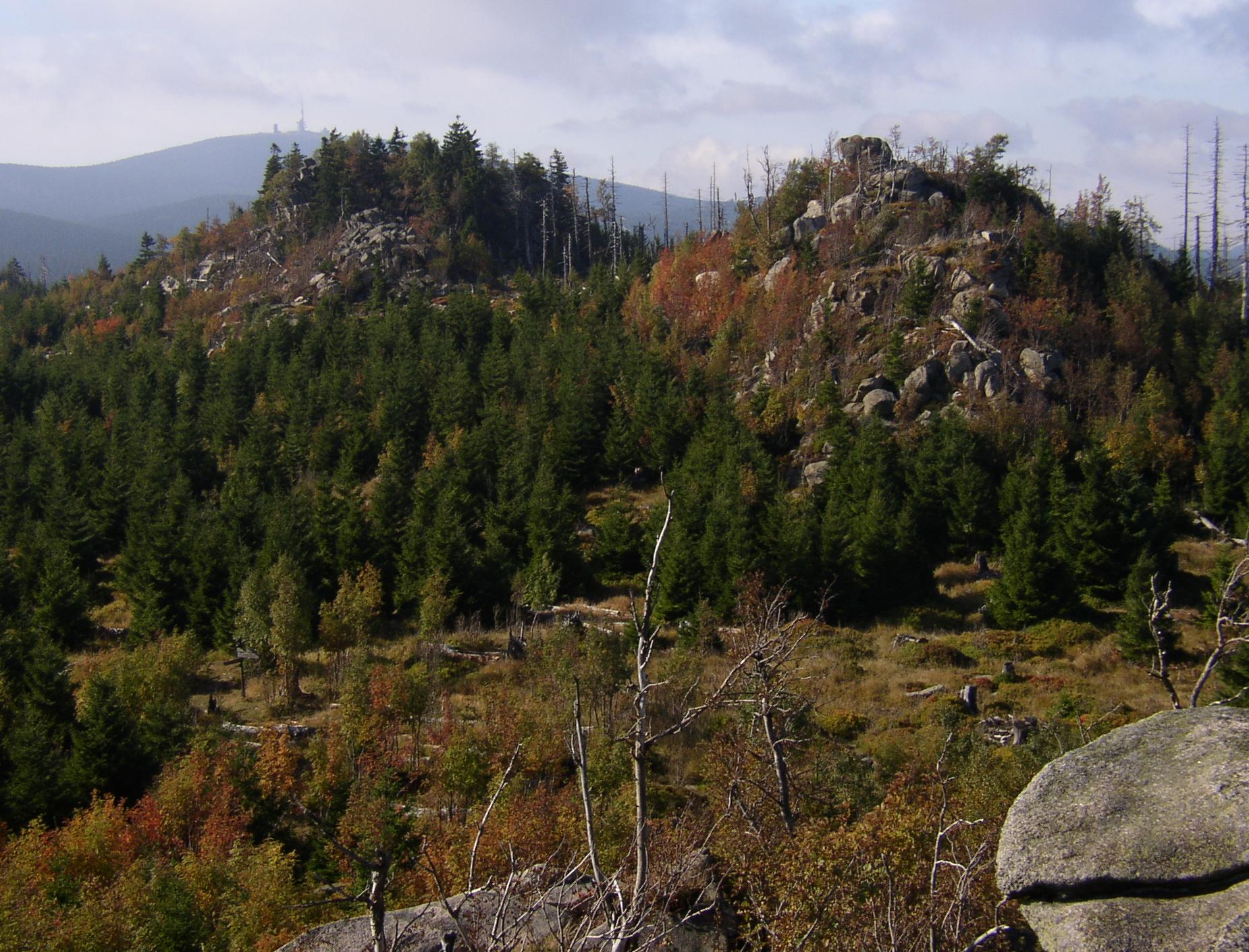

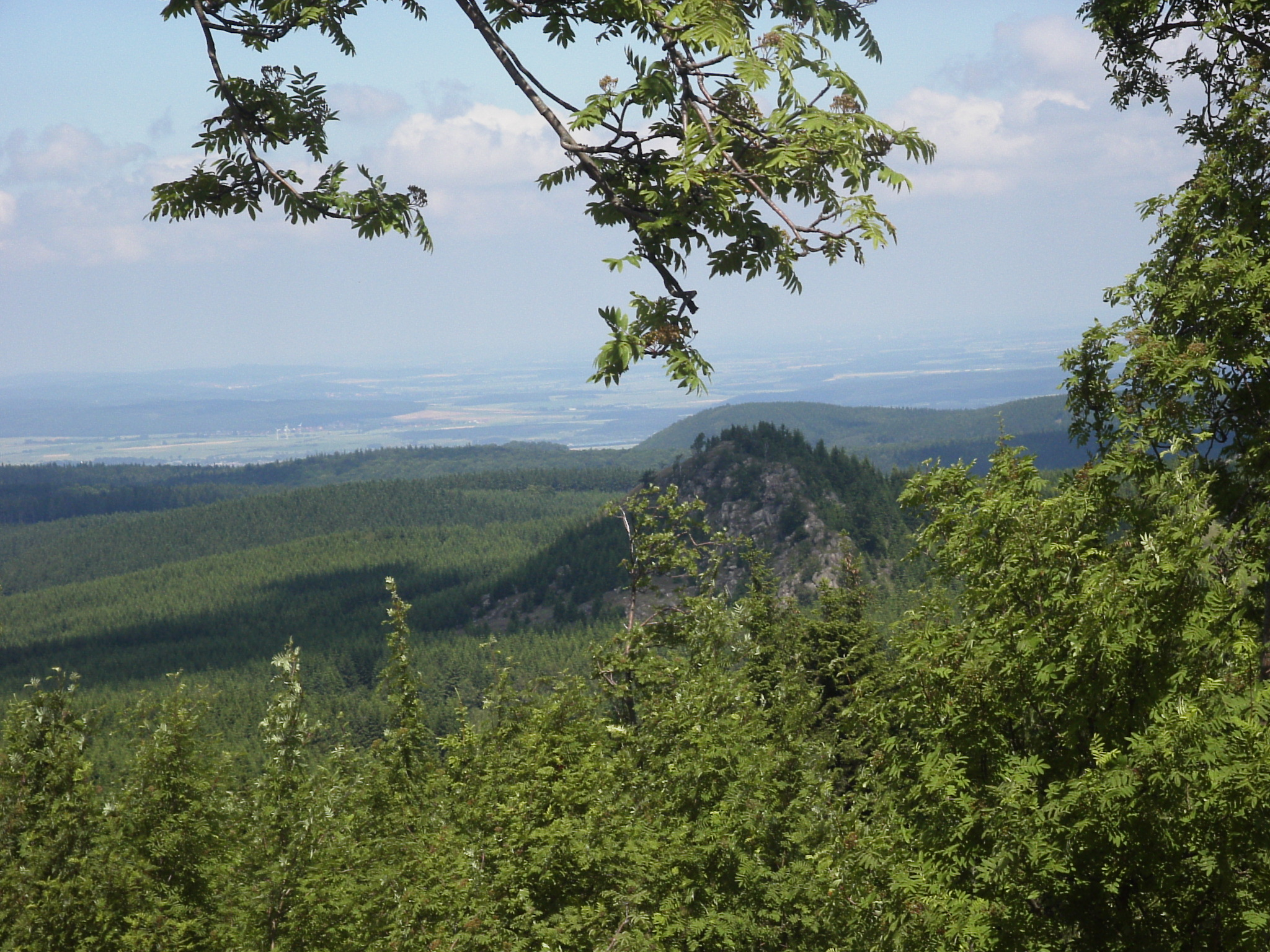

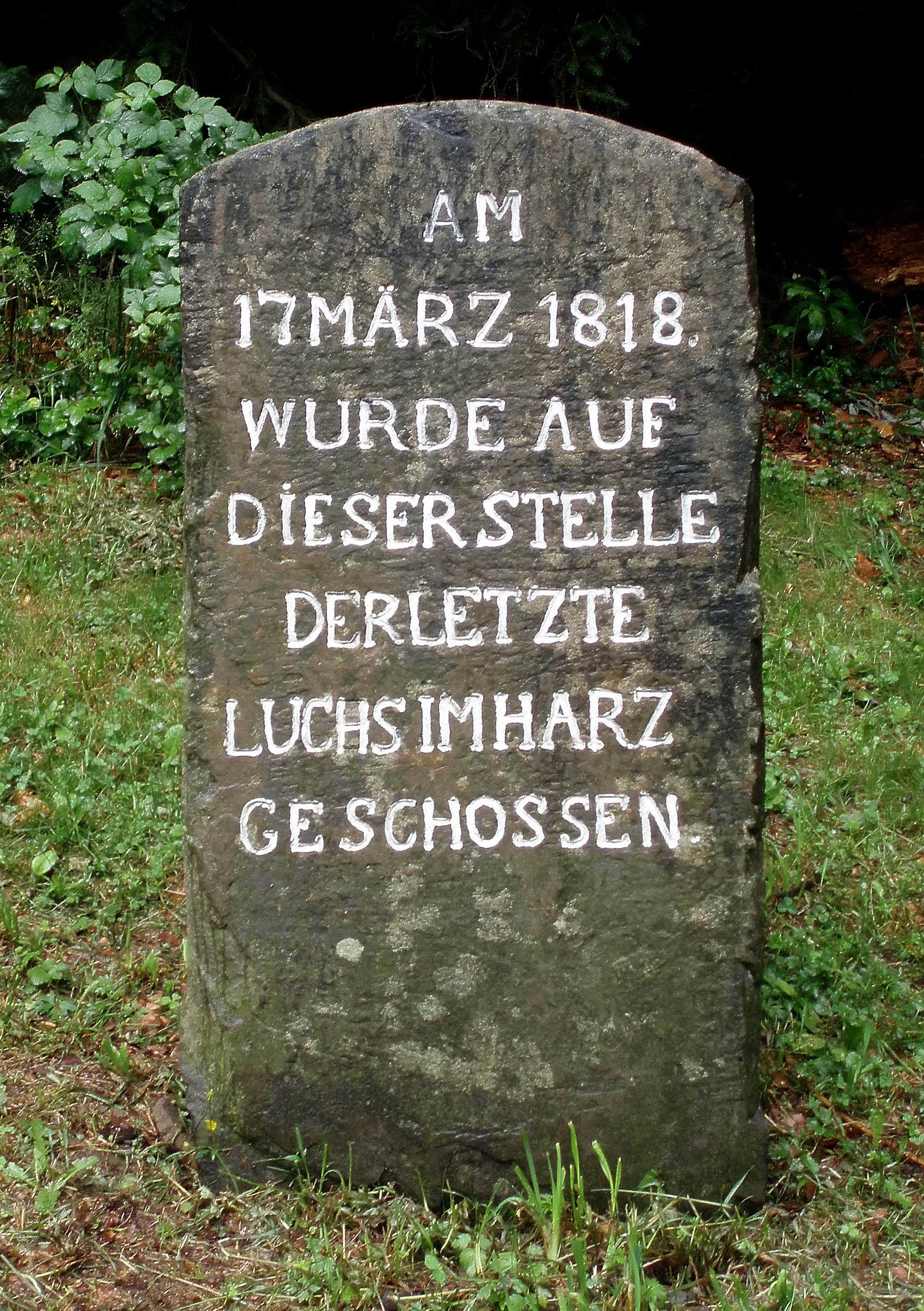

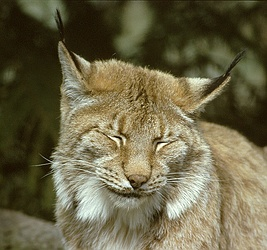

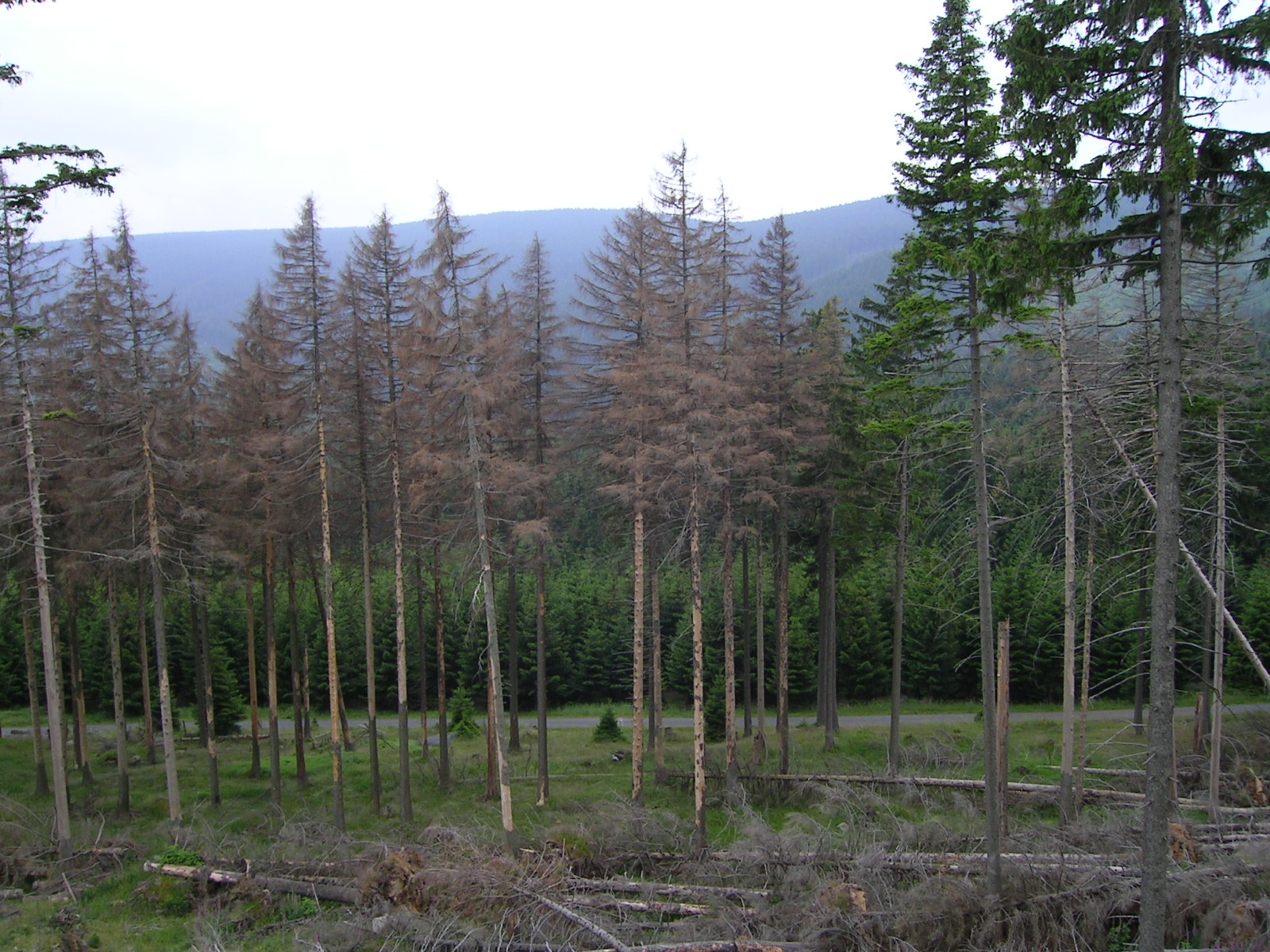

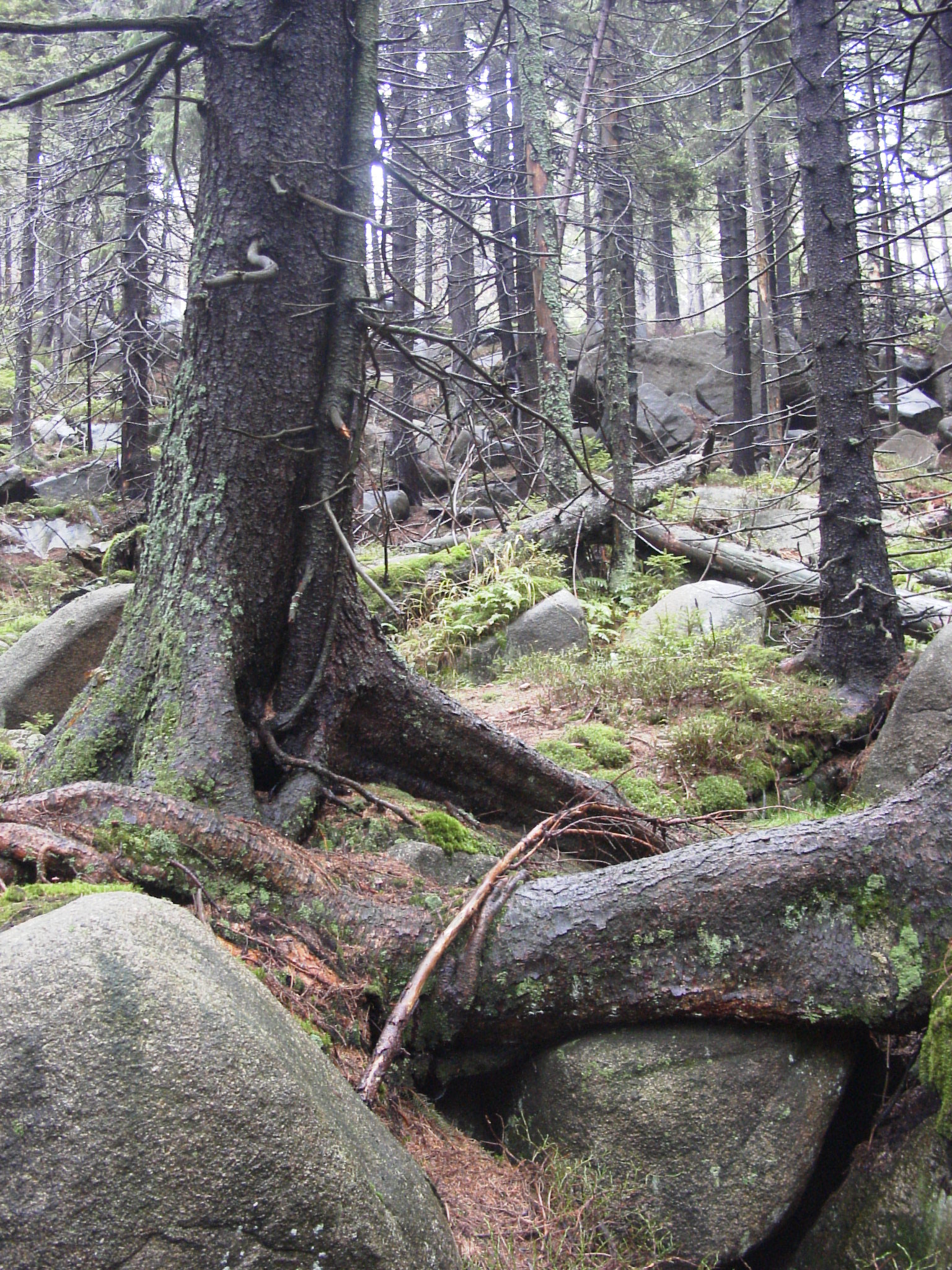

哈茨國家公園（德語：Nationalpark Harz）是德國下萨克森州和萨克森-安哈尔特州的國家公園，始建於2006年1月1日，面積247平方公里，海拔高度230至927米。

## 外部連結
- Official site
- Lynx project site（页面存档备份，存于） （德文）